# Fábrica de vidrio en Nižbor

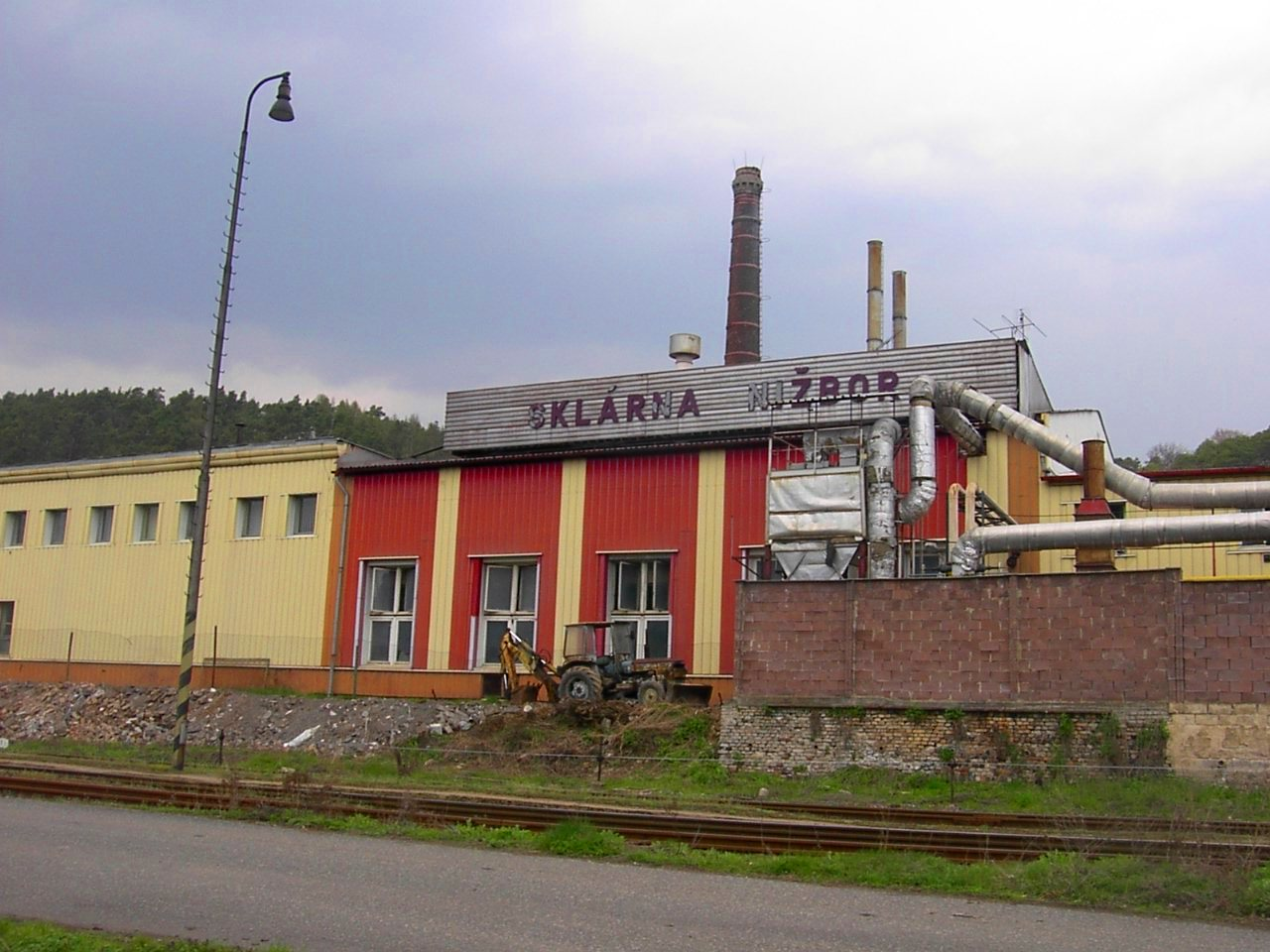
Fábrica de vidrio en Nižbor.

La fábrica de vidrio en Nižbor es una fábrica de cristal hueco situada en el pueblo de Nižbor, a unos 7 km al oeste de la ciudad de Beroun, República Checa. Produce un 24 % de cristal facetado. La mayor parte de su producción se destina a la exportación, el resto permanece en el mercado de la propia república.

## Historia
La fábrica fue fundada en 1903 por Antonín Rückl. En 1945, tras la Segunda Guerra Mundial, fue nacionalizada y en 1965 incluida en el holding llamado Vidriería de Bohemia. Tras la Revolución de Terciopelo Antonín Rückl, bisnieto de Jiří Rückl, recuperó la compañía poniéndola de nuevo en manos de la familia. 
En la actualidad produce cristal hueco y labrado, antiguamente llamado cristal de Bohemia que se vende especialmente en Estados Unidos, Japón, Irlanda, así como en la República Checa.
Parte de la fábrica está abierta al público, con visitas guiadas en las que se muestra el proceso de fabricación del cristal. Aquí se elabora la escultura en forma de león llamada Český lev, premio anual otorgado para reconocer los logros en la industria del cine y la televisión en Chequia.